# Olympische Sommerspiele 1912/Fußball

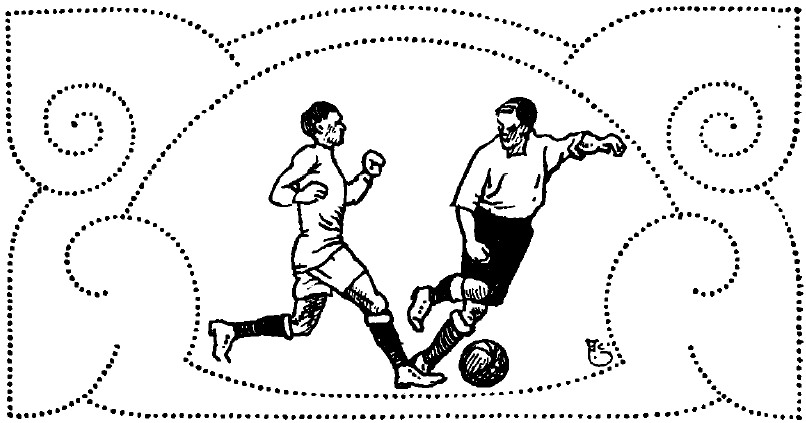
Sektionslogo des offiziellen Berichts

Das olympische Fußballturnier 1912 war nach 1908 das zweite offizielle Fußballturnier dieser Art. Der Wettbewerb wurde vom 29. Juni bis zum 4. Juli 1912 im Zuge der Olympischen Spiele in Stockholm ausgetragen. Obwohl sich die Teilnehmerzahl im Vergleich zum ersten Turnier mehr als verdoppelte, standen am Ende die gleichen drei Mannschaften in derselben Reihenfolge wie vier Jahre zuvor auf den Medaillenrängen. Olympiasieger wurde durch ein 4:2 im Finale gegen Dänemark die Mannschaft Großbritanniens, Dritter wurden erneut die Niederlande. Österreich schied bei seiner olympischen Fußballpremiere im Viertelfinale aus, Deutschland bereits im Achtelfinale.
Torschützenkönig des Hauptturniers wurde der Brite Harold Walden mit neun Treffern. In einem Spiel der Trostrunde gelang der deutschen Mannschaft ein 16:0-Erfolg über die Mannschaft Russlands. Das Ergebnis ist bis heute der höchste Sieg der deutschen Nationalmannschaft; zudem wurde der Länderspieltorrekord von Gottfried Fuchs, der in dieser Partie zehnmal traf, erst 2001 vom Australier Archie Thompson übertroffen.

## Organisation
Für die Ausrichtung des Fußballturniers waren gleich eine ganze Reihe von Verbänden verantwortlich. Unter Aufsicht des Weltfußballverbands FIFA und des Internationalen Olympischen Komitees waren der schwedische Fußballverband und das Organisationskomitee sowie vor allem dessen Ausschuss, das so genannte Komitee für Fußball, an der Vorbereitung und Durchführung des bis dato größten internationalen Fußballturniers beteiligt.
Am 11. Oktober 1909 wurde der schwedische Fußballverband – wie auch andere Sportverbände – gebeten, ein Komitee zusammenzustellen, das für die Durchführung des Fußballturniers verantwortlich sein sollte. Dennoch wurde erst 1911, als Fußball endgültig in das Programm aufgenommen wurde, in Absprache mit dem Organisationskomitee ein 17-köpfiges Komitee für Fußball unter Leitung von Christian Kornerup gebildet. Es wurde beschlossen, das Fußballturnier vor den Hauptwettbewerben der Olympischen Spiele zwischen dem 29. Juni und dem 5. Juli auszutragen. Für die Nominierung oder Einladung von Schiedsrichtern hielt sich das Komitee derweil für nicht zuständig, sondern die nationalen Fußballverbände sollten auf eigene Kosten Schiedsrichter mitbringen, was nur zum Teil geschah.

## Austragungsorte

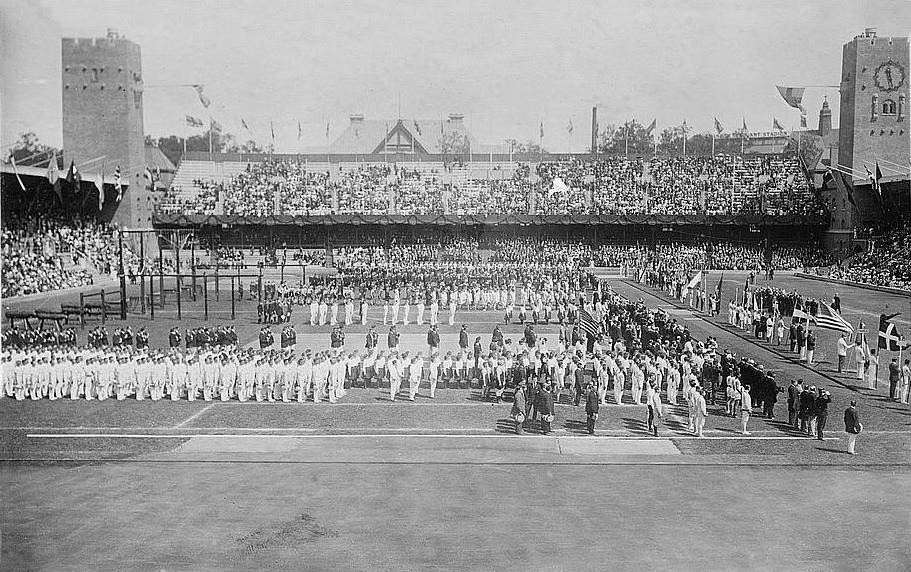
Das Stockholmer Olympiastadion (hier während der olympischen Eröffnungsfeier) war Schauplatz von vier Partien, darunter das Finale.

Für das olympische Turnier wurden drei Spielorte ausgewählt. Sowohl das Olympiastadion als auch der Råsunda IP und Tranebergs IP befanden sich im Großraum Stockholm.
Das am 1. Juni 1912 eröffnete Stockholmer Olympiastadion war Hauptschauplatz der Olympischen Spiele von 1912. Das für 1.200.000 Kronen erbaute Stadion wurde eigens für die Olympischen Spiele errichtet. Das Stadion bot 25.000 Zuschauern Platz und sollte zunächst lediglich die Finalaustragung beherbergen. Letztlich fanden neben dem Finale auch das Erstrundenspiel der schwedischen Mannschaft sowie beide Halbfinals der Hauptrunde darin statt.
Der in Solna, nahe Stockholm, liegende Råsunda-Sportplatz wurde gemäß der FIFA-Statistik für zwei Spiele genutzt. Der Sportplatz, welcher dem schwedischen Verband gehörte und auf dem der Vikingarnas FK seine Heimspiele bestritt, war Schauplatz von zwei Partien. Vom ursprünglichen Plan, alle Spiele außer dem Finale hier auszurichten, wurde wegen Zweifeln an der Umsetzbarkeit wieder Abstand genommen. Kurz vor Turnierbeginn wurde bekannt, dass der Platz zu kurz war und nicht das vorgeschriebene Maß von mindestens 105 Metern erreichte. Die Vertreter der teilnehmenden Mannschaften mussten daraufhin eine Erklärung unterschreiben, auf Proteste aufgrund dieses Umstandes zu verzichten. Auf dem Gelände des Sportplatzes wurde 1937 das Råsundastadion eröffnet.
Der Traneberg-Sportplatz war gemäß der FIFA-Statistik Hauptaustragungsort des olympischen Fußballturniers und wurde für insgesamt elf Partien genutzt. Erst im Februar 1912 wurde beschlossen, einen dritten Spielort einzubeziehen. Auf dem Traneberg-Gelände, das circa vier Kilometer westlich des Olympiastadions lag, trug Djurgårdens IF seine Heimspiele aus. Für die Olympischen Spiele wurden ebenso wie am Råsunda-Sportplatz Renovierungen und Erweiterungen vorgenommen; die Kosten beliefen sich für beide Plätze auf insgesamt 33.600 Kronen.

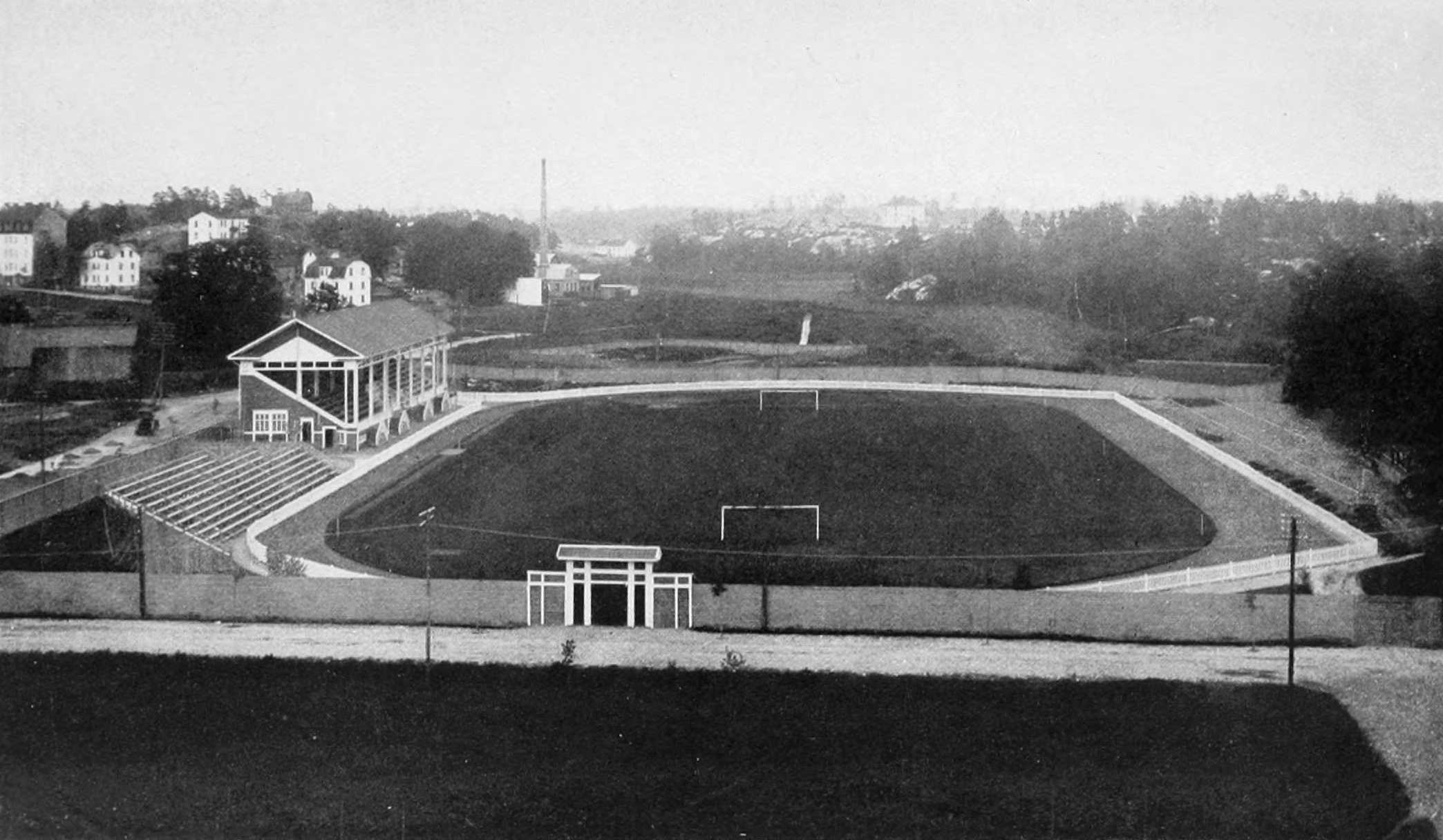
Der Råsunda-Sportplatz (ca. 1912)
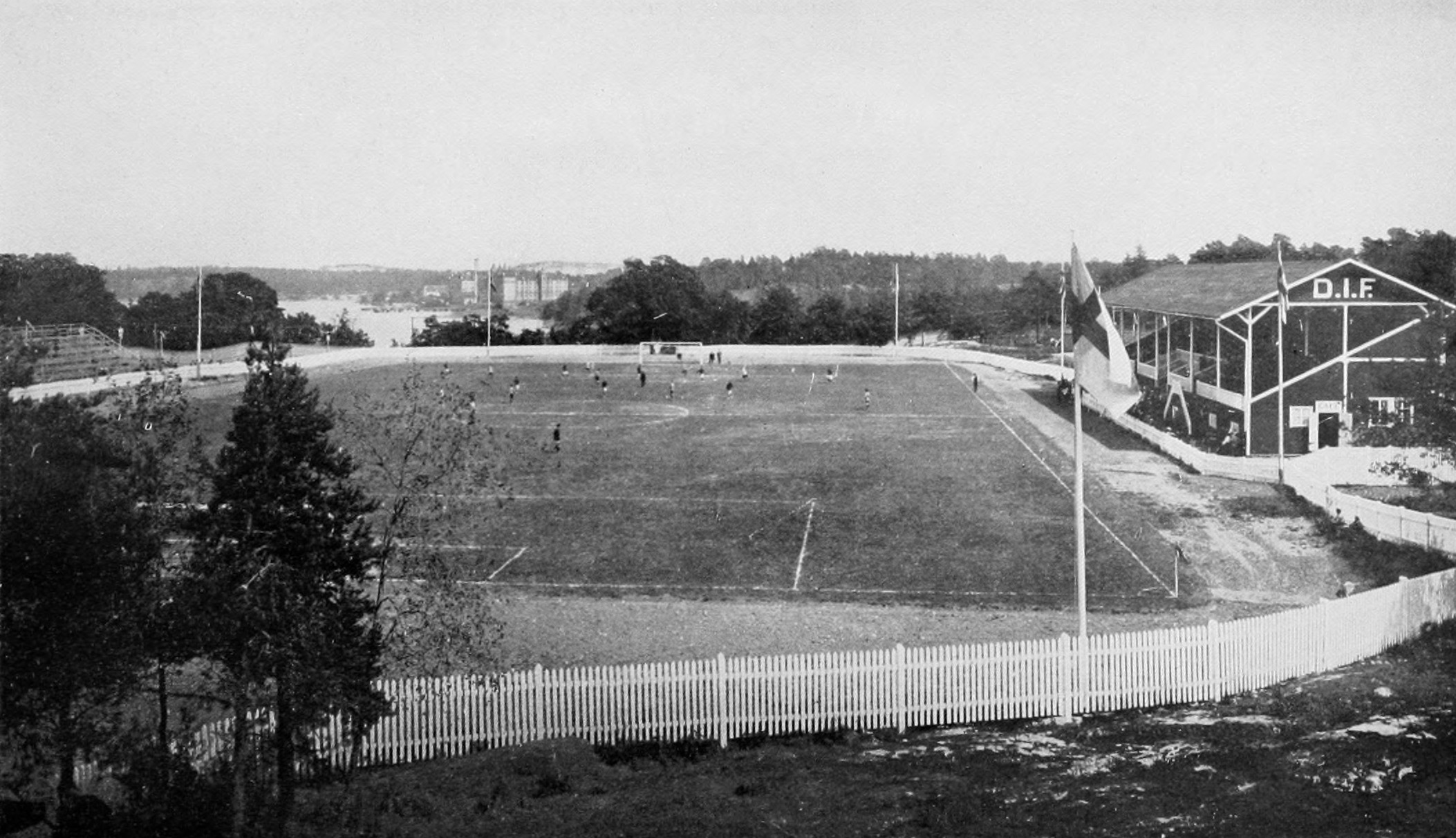
Der Traneberg-Sportplatz (ca. 1912)
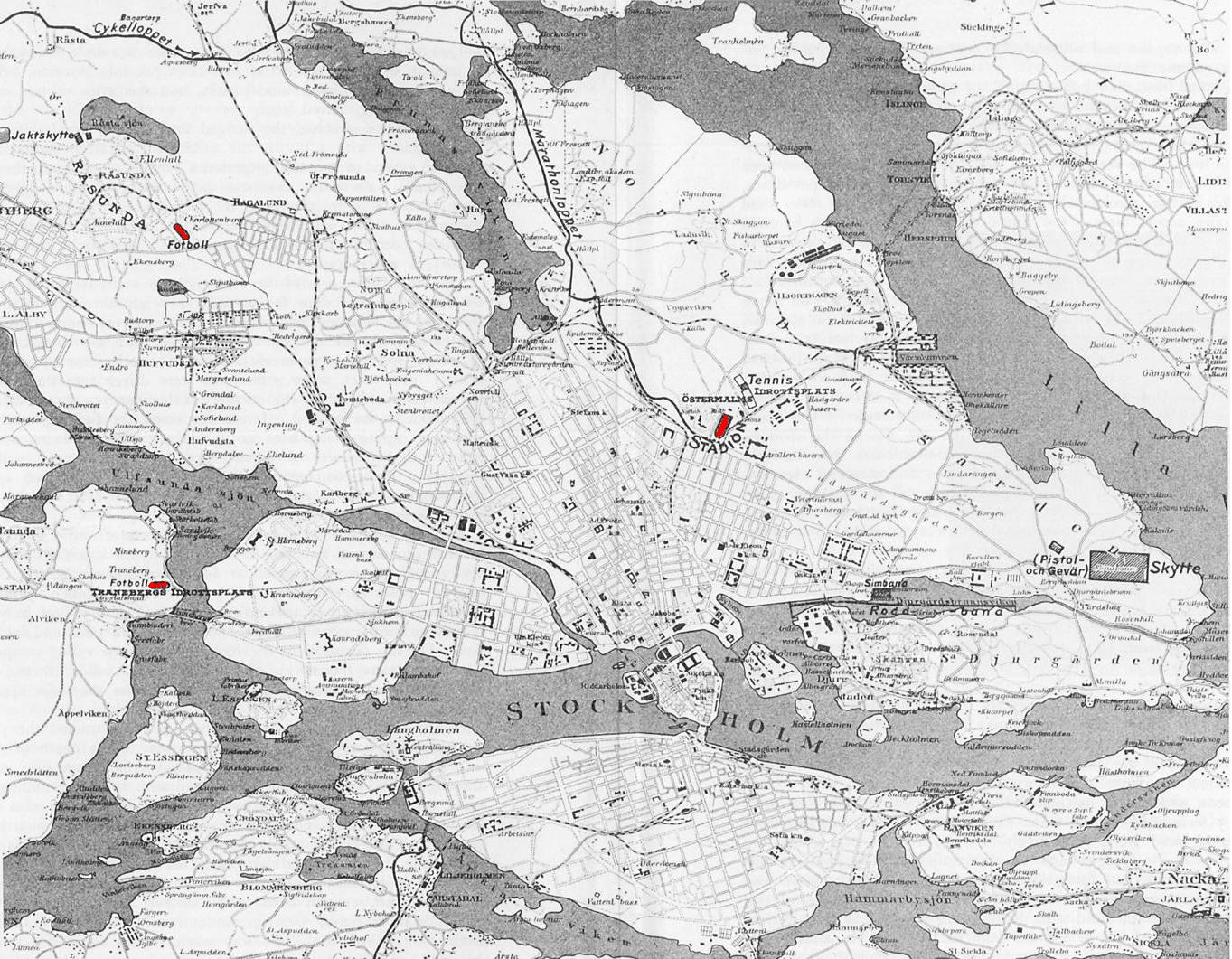
Zeitgenössische Karte Stockholms mit Hervorhebung der Fußballspielstätten

## Teilnehmer
Teilnahmeberechtigt war jeder Fußballverband, der der FIFA angehörte und aus einer vom IOC anerkannten Nation stammte. Da diese Regelung zur Folge hatte, dass nur eine Mannschaft Großbritannien hätte vertreten können, obwohl das Land traditionell vier gleichberechtigte Fußballverbände besitzt (England, Schottland, Wales und Irland), wurde jeder Nation genehmigt, mit bis zu vier Teams teilzunehmen, mit dem gleichzeitigen Hinweis für alle anderen Verbände, nur eine Mannschaft zu schicken. Letztlich kam auch aus Großbritannien nur eine Mannschaft – die von der FA entsendete englische Amateurnationalmannschaft.
Elf Nationen nahmen am zweiten offiziellen olympischen Fußballturnier teil; dies war im Gegensatz zu den fünf teilnehmenden Nationen von 1908 ein deutlicher Anstieg. Zu diesem Zeitpunkt hatte der Weltfußballverband FIFA insgesamt 18 europäische Mitglieder.

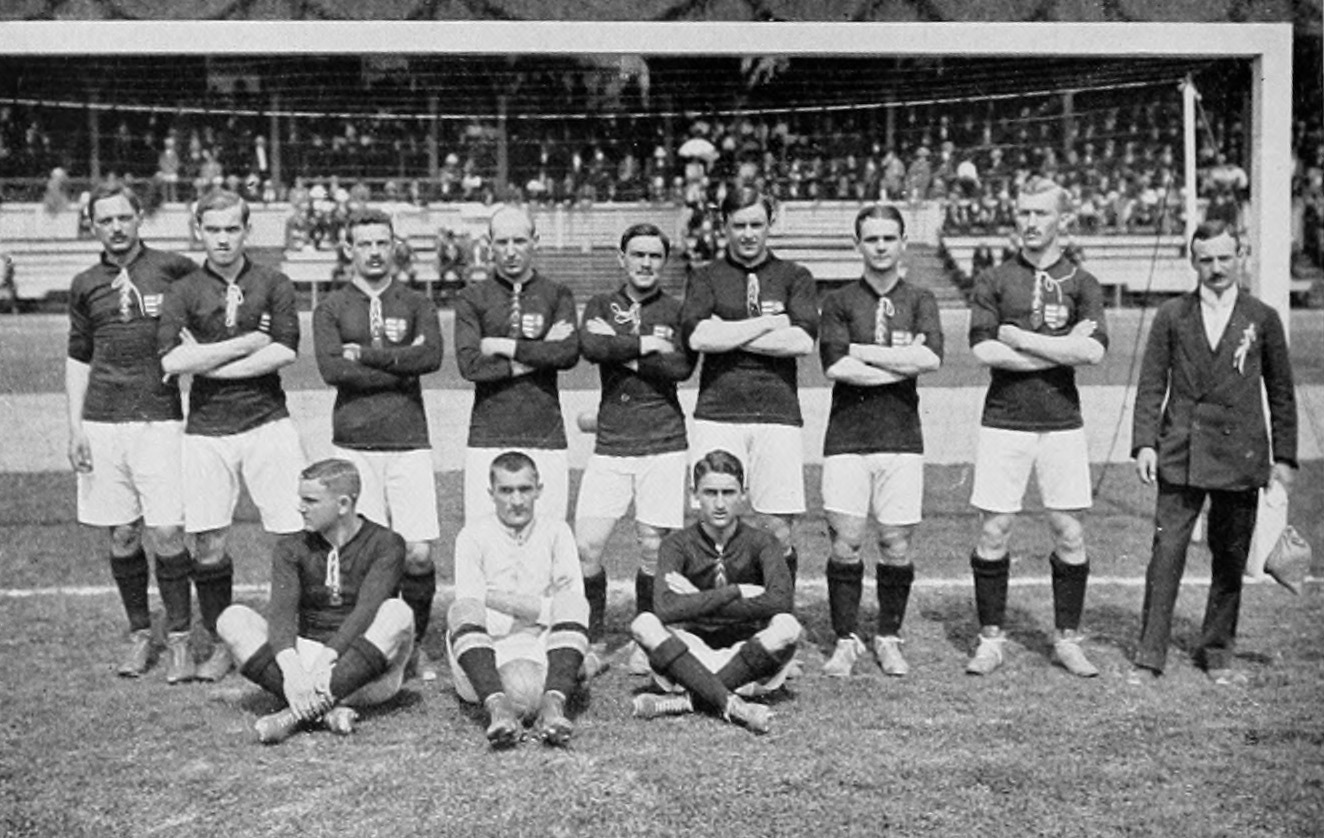
Ungarn bei den Olympischen Spielen 1912

Während die Schweiz und Luxemburg von Beginn an eine Teilnahme nicht in Betracht zogen, hatten Belgien und Frankreich zunächst ihre Teilnahme angekündigt. Der belgische Verband verzichtete schließlich doch, weil er sich nicht in der Lage sah, eine würdige Mannschaft zu stellen. Frankreich sagte erst nach der Auslosung seine Teilnahme ab, offiziell wegen des Ausfalls seiner beiden Verteidiger Alfred Gindrat und Paul Romano. Tatsächlich hatte sich Gindrat Anfang 1912 geweigert, für Frankreich zu spielen, solange es dafür keine Antrittsprämie gab, und war für diesen unerhörten Verstoß gegen den Amateurgedanken vom damaligen Landesdachverband, dem Comité Français Interfédéral, gesperrt worden – die Spieler mussten seinerzeit sogar ihr eigenes Schuhwerk mitbringen. Ein weiterer potentieller Olympionike, Marcel Triboulet, hatte kurz vor dem Turnier eine achttägige Gefängnisstrafe abzusitzen, weil er sich als Soldat zu einem Länderspiel unerlaubt von der Truppe entfernt hatte.
Für Deutschland, Finnland, Italien, Norwegen, Österreich, Russland und Ungarn war es die erste Teilnahme an einem olympischen Fußballturnier, Russland trug zugleich auch seine ersten offiziellen Länderspiele in Stockholm aus.
| - Dänemark - Deutschland - Finnland | - Italien - Niederlande - Norwegen | - Österreich - Russland - Schweden | - Ungarn - Großbritannien |

## Olympisches Turnier
Als Modus wurde von den Veranstaltern das K.-o.-System gewählt. Aufgrund der ursprünglichen Teilnehmerzahl von zwölf Nationen waren insgesamt vier Spielrunden nötig, um den Sieger zu ermitteln. In der ersten Runde erhielten vier Teams ein Freilos für das Viertelfinale. Damit der Großteil der Mannschaften nicht schon nach einer Partie die Heimreise antreten musste, wurde eine Trostrunde eingerichtet, an der alle Teams teilnehmen konnten, die vor dem Halbfinale ausgeschieden waren.
Stand ein Spiel nach der regulären Spielzeit Unentschieden, wurde eine 30-minütige Verlängerung gespielt. Hätte die Verlängerung keine Entscheidung gebracht, wäre ein Wiederholungsspiel angesetzt worden.

### Achtelfinale
|                                 |   |            |                      |
| 29. Juni 1912 in Traneberg      |   |            |                      |
| Italien                         | – | Finnland   | 2:3 n. V. (2:2, 2:2) |
| 29. Juni 1912 im Olympiastadion |   |            |                      |
| Niederlande                     | – | Schweden   | 4:3 n. V. (3:3, 2:1) |
| 29. Juni 1912 in Råsunda        |   |            |                      |
| Deutschland                     | – | Österreich | 1:5 (1:0)            |
| Norwegen                        | – | Frankreich | kampflos             |

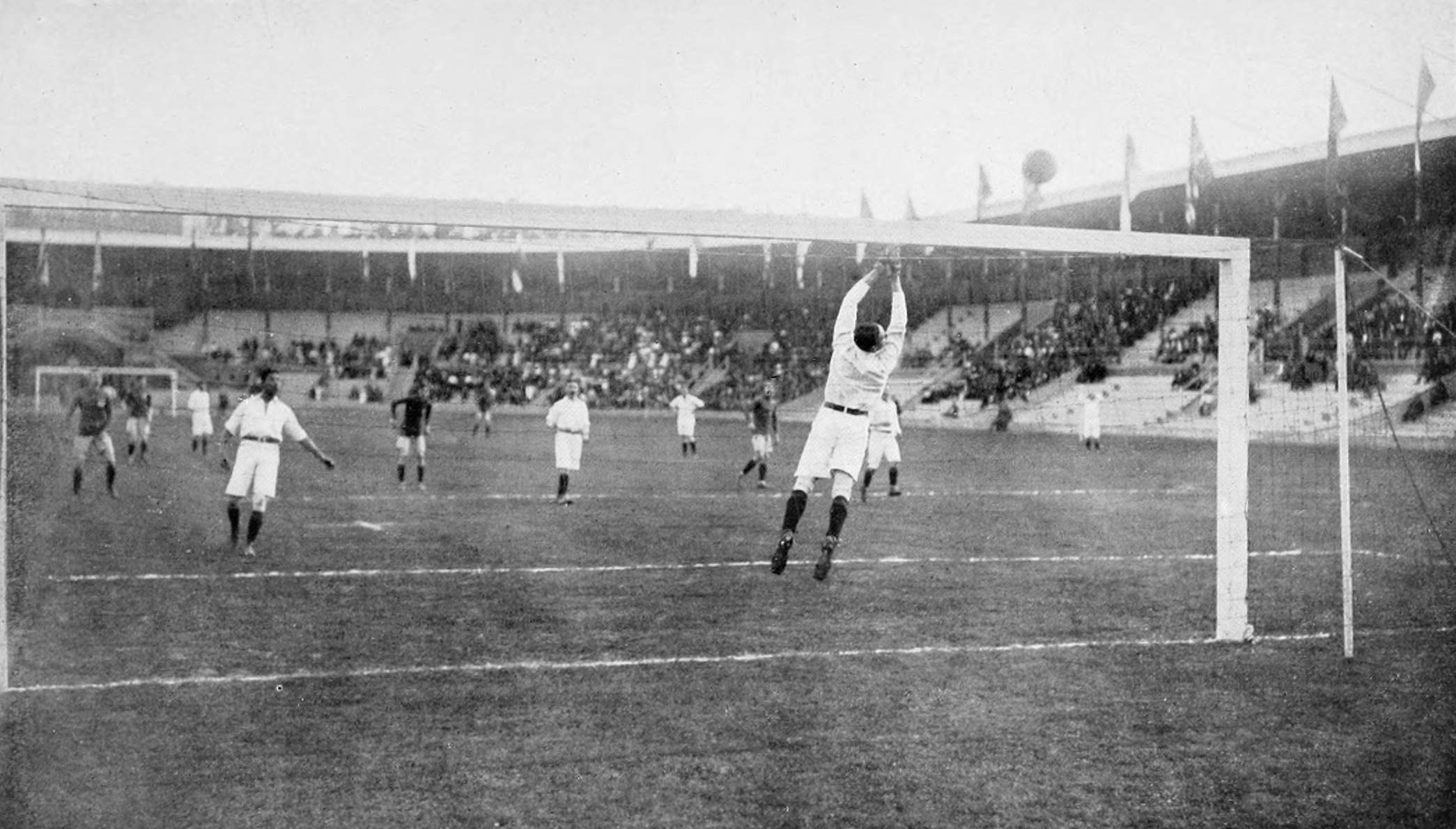
Parade von Göbel im Spiel Niederlande (helle Trikots) gegen Schweden (dunkle Trikots)

In der ersten Runde, die am 18. Juni in der Geschäftsstelle des schwedischen Fußballverbandes ausgelost wurde, erhielten vier der zwölf gemeldeten Mannschaften ein Freilos, im Einzelnen waren dies Dänemark, Russland, Ungarn und Großbritannien. Norwegen, das gegen Frankreich gelost wurde, hatte durch dessen Rückzug ebenfalls kein Spiel zu bestreiten, um das Viertelfinale zu erreichen.
Finnland schlug im Auftaktspiel, das unter der Leitung des Österreichers Hugo Meisl stand, die favorisierten Italiener mit 3:2 nach Verlängerung. Schlüsselfigur der Finnen war der erst 17-jährige Mittelläufer Eino Soinio, der den 2:2-Ausgleich erzielte. In Unterzahl gelang der finnischen Mannschaft, die den Italienern zwar technisch und spielerisch unterlegen war, aber mit Konterfußball das Spiel offen hielt, der 3:2-Siegtreffer.

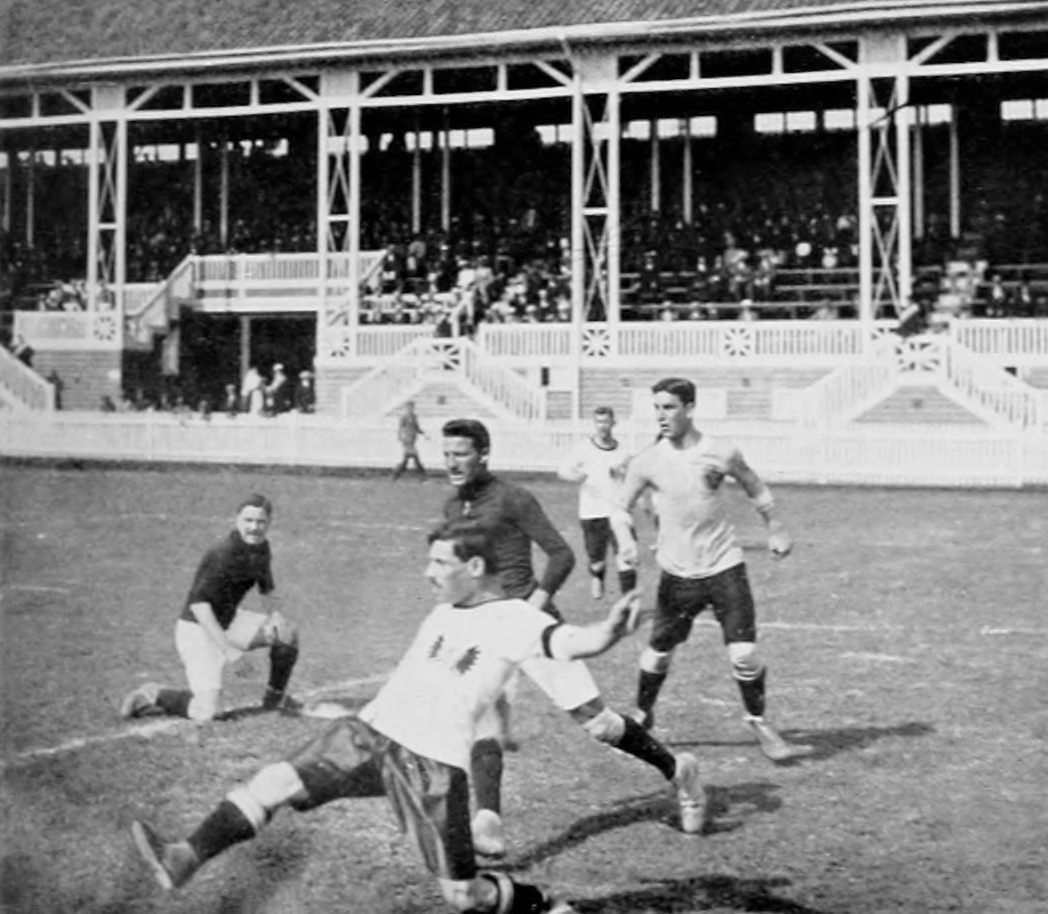
Spielszene im Vergleich der österreichischen Elf mit der deutschen Auswahl

Die Niederlande setzten sich gegen Schweden in der Neuauflage des Spiels um Platz 3 von 1908 mit 4:3 nach Verlängerung durch. Das vor mehr als 14.000 Zuschauern ausgetragene Spiel war das spannendste Spiel der Vorrunde. Die frühe Führung der Schweden drehten die Niederländer bis zur 52. Minute in einen 3:1-Vorsprung. Den Schweden gelang bis zur 80. Minute noch der Ausgleich, dann aber scheiterten sie mit einem Foulelfmeter kurz vor Ende am niederländischen Schlussmann Just Göbel. Kurz nach Beginn der Verlängerung schoss Jan Vos mit seinem zweiten Treffer der Partie die Niederlande zum Sieg.
Deutschland verlor gegen Österreich trotz einer 1:0-Halbzeitführung noch mit 1:5. Kurz nach Beginn der zweiten Halbzeit verletzte sich der deutsche Torhüter Albert Weber schwer, blieb aber dennoch im Spiel. Die österreichische Mannschaft nutzte diese Schwäche und kippte die Partie innerhalb von vier Minuten. Als Weber schließlich vom Platz getragen werden musste, nahm Mittelstürmer Willi Worpitzky seinen Platz ein. Die deutsche Elf hatte, in Unterzahl spielend, den Österreichern nichts mehr entgegenzusetzen und schied aus dem Hauptturnier aus.

### Viertelfinale
|                            |   |                |           |
| 30. Juni 1912 in Traneberg |   |                |           |
| Dänemark                   | – | Norwegen       | 7:0 (3:0) |
| Niederlande                | – | Österreich     | 3:1 (3:1) |
| Russland                   | – | Finnland       | 1:2 (0:1) |
| Ungarn                     | – | Großbritannien | 0:7 (0:3) |

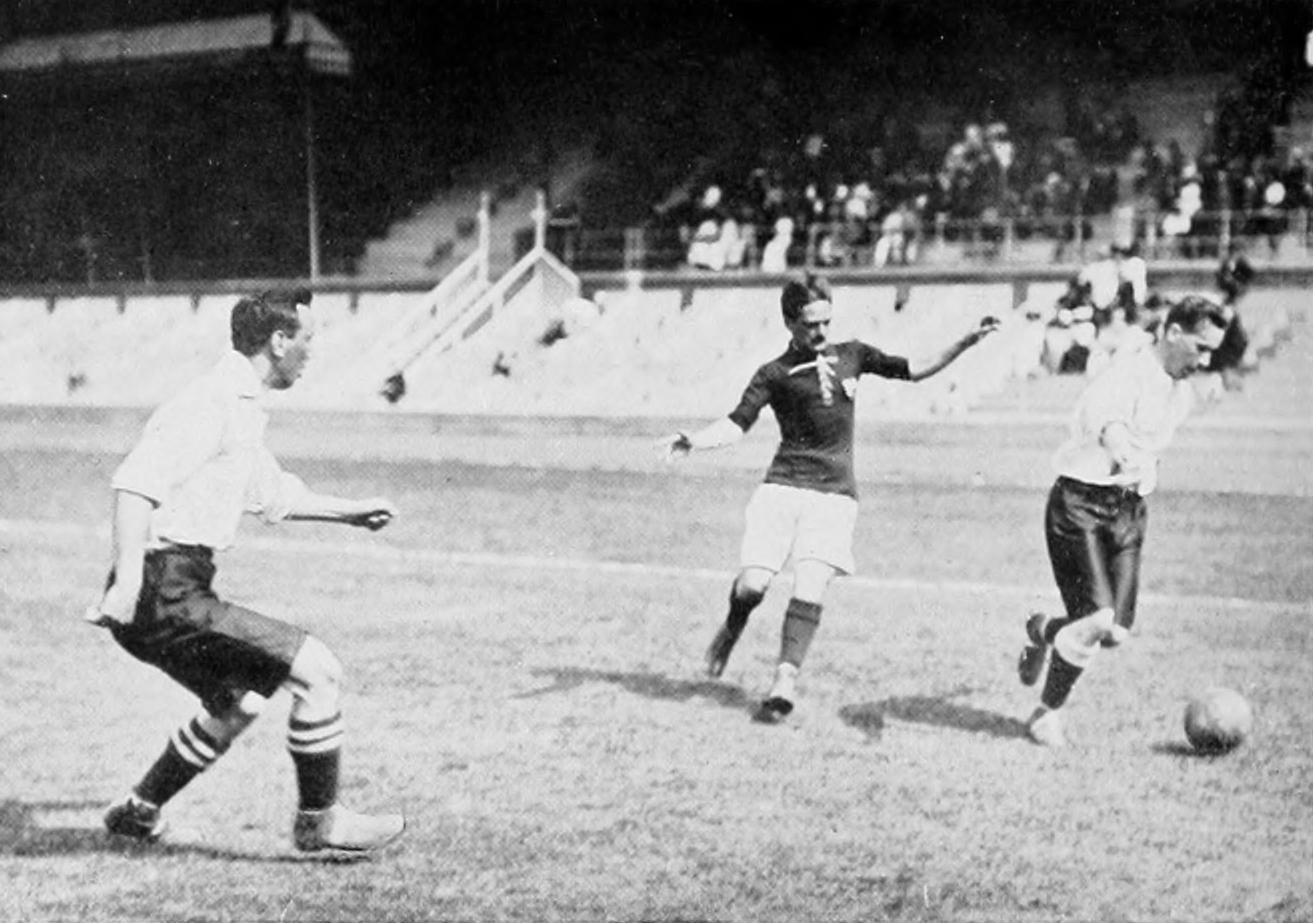
Ungarn in den dunklen Jerseys hatte gegen die in weißen Trikots angetretenen Mannen aus Großbritannien keine Chance.

Der amtierende Olympiazweite Dänemark ließ Norwegen keine Chancen. Die von Mittelläufer Nils Middelboe angeführte dänische Elf war in allen Belangen überlegen und kam zu einem ungefährdeten und mühelosen 7:0.
Die Niederlande schlugen Österreich im Viertelfinale mit 3:1. Bereits nach einer halben Stunde führten die Westeuropäer mit 3:0. Der Treffer der Österreicher kurz vor Ende der ersten Halbzeit durch Alois Müller blieb der letzte Treffer der Partie, obwohl die österreichische Mannschaft in der zweiten Halbzeit noch einige gute Chancen hatte.
Russland verlor bei seiner Länderspielpremiere mit 1:2 gegen Finnland. Die beiden Mannschaften zeigten eine eher schwache Partie, in der der finnische Halblinke Jarl Öhman nach 80 Minuten per Solo für die Entscheidung sorgte.
Ungarn musste sich der Auswahl Großbritanniens deutlich mit 0:7 geschlagen geben. Bei der britischen Mannschaft, die ausschließlich aus englischen Amateuren bestand, konnte der Mittelstürmer Harold Walden sechs Treffer erzielen. Den weiteren Treffer markierte Vivian Woodward kurz vor der Pause. Obwohl die Briten die zweite Halbzeit in Unterzahl spielten, konnten sie die Führung mühelos weiter ausbauen und landeten so einen Kantersieg.

### Halbfinale
|                                |   |             |           |
| 2. Juli 1912 im Olympiastadion |   |             |           |
| Dänemark                       | – | Niederlande | 4:1 (3:0) |
| Großbritannien                 | – | Finnland    | 4:0 (2:0) |

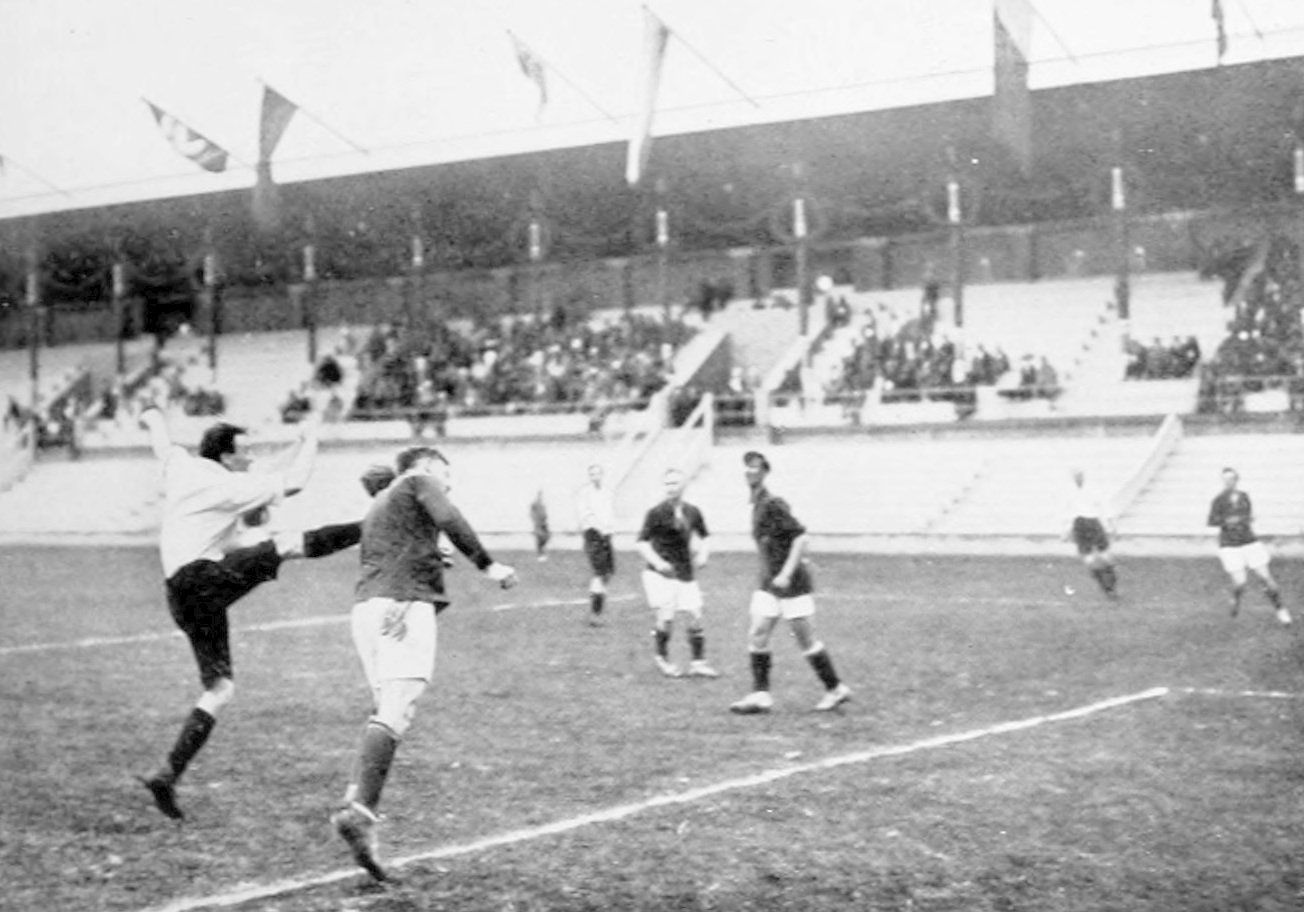
Auch gegen Finnland behielten die Briten eine weiße Weste.

Dänemark festigte durch den Erfolg über die Niederlande seinen Ruf als stärkstes kontinentaleuropäisches Team. Die Dänen begannen mit einem hohen Anfangstempo und setzten die niederländische Mannschaft, die auf ihren verletzten Mittelläufer Bok de Korver verzichten musste, permanent unter Druck. Bereits zur Halbzeit führten die Nordeuropäer daher mit 3:0. Kurz nach der Pause zog sich der dänische Halbrechte Poul Nielsen eine schwere Knieverletzung zu und fiel aus, doch auch in Unterzahl konnten die Dänen das Spiel offen gestalten und letztlich verdient mit einem 4:1-Erfolg ins Finale einziehen.
Das Team Großbritanniens zog erwartungsgemäß durch einen Erfolg über Finnland ins Finale ein. Die Finnen, die bereits ihr drittes Spiel innerhalb von nur vier Tagen absolvierten, gerieten bereits kurz nach Spielbeginn durch ein Eigentor in Rückstand. Trotz ihrer besten Turnierleistung konnten sie den britischen Triumph niemals in Gefahr bringen und unterlagen mit 0:4.

### Spiel um Bronze
|                         |   |          |           |
| 4. Juli 1912 in Råsunda |   |          |           |
| Niederlande             | – | Finnland | 9:0 (4:0) |

Die Niederlande gewannen wie vier Jahre zuvor die Bronzemedaille. Beiden Mannschaften waren die Strapazen des bisherigen Turniers deutlich anzumerken, wobei die Niederländer über die größeren Kraftreserven verfügten und ihren Gegner am Ende deutlich schlugen.

### Finale
|                                |   |          |           |
| 4. Juli 1912 im Olympiastadion |   |          |           |
| Großbritannien                 | – | Dänemark | 4:2 (4:1) |

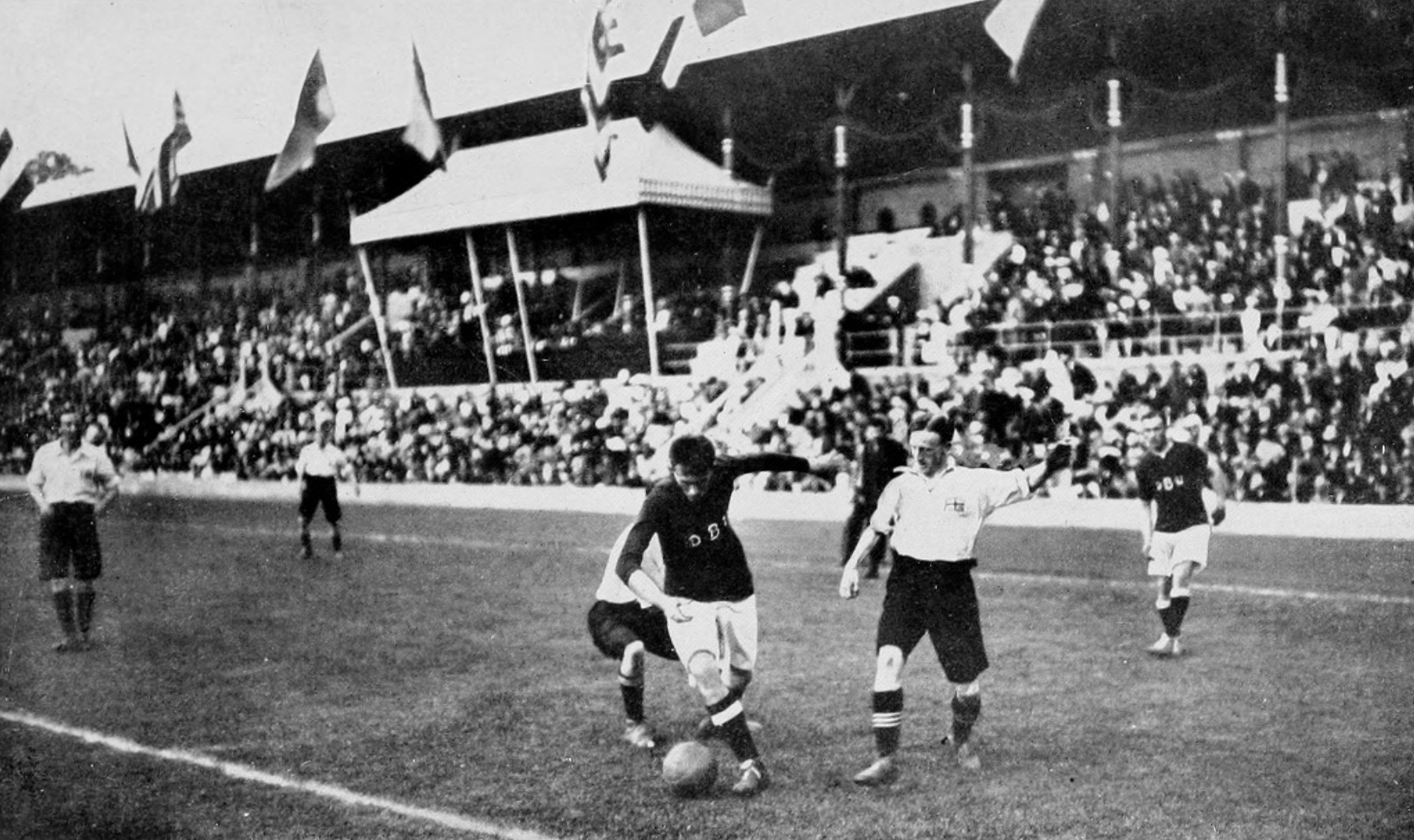
Für Dänemarks Kapitän Nils Middelboe (dunkles Trikot) reichte es nur zur Silbermedaille.

Das Finale war eine Neuauflage des Endspiels von 1908. Vor 25.000 Zuschauern im ausverkauften Stockholmer Olympiastadion ging die britische Mannschaft als Favorit in die Partie und führte bereits nach 20 Minuten durch Treffer von Arthur Berry und Gordon Hoare mit 2:0. Kurz nach dem Anschlusstreffer nach einer halben Stunde Spielzeit musste der dänische Rechtsaußen Charles Buchwald verletzt vom Platz. In Unterzahl spielend, kassierten die Dänen bis zur Pause zwei weitere Treffer und konnten im zweiten Durchgang nur noch Ergebniskosmetik betreiben. Mit dem Olympiasieg hielten die Briten ihren Ruf als „Lehrmeister“ aufrecht, Dänemark blieb die stärkste Mannschaft des restlichen Europas.

## Trostrunde

### Viertelfinale
|                           |   |          |            |
| 1. Juli 1912 in Traneberg |   |          |            |
| Österreich                | – | Norwegen | 1:0 (1:0)  |
| Deutschland               | – | Russland | 16:0 (8:0) |
| Italien                   | – | Schweden | 1:0 (1:0)  |

In der Trostrunde durften alle Mannschaften antreten, die vor dem Halbfinale aus dem Hauptturnier ausgeschieden waren. Alle Teams machten Gebrauch von diesem Turnier, Ungarn erhielt für das Viertelfinale ein Freilos.
Vor lediglich 200 Zuschauern gewann Österreich erwartungsgemäß gegen Norwegen. Das Resultat von 1:0 war dabei knapper als vermutet, den Siegtreffer erzielte Leopold Neubauer bereits nach zwei Minuten. Zwischen dem Viertelfinalaus und dieser Partie hatten beide Mannschaften gerade einmal 14 Stunden Pause.
Deutschland schlug Russland mit 16:0. Dies ist bis heute der Rekordsieg der deutschen und zugleich die höchste Niederlage in der russischen Länderspielgeschichte. Gottfried Fuchs erzielte zehn Treffer gegen den völlig überforderten und in allen Belangen unterlegenen Gegner.
Italien besiegte Gastgeber Schweden mit 1:0. Die Skandinavier konnten auch ihre zweite Partie vor heimischem Publikum nicht gewinnen und mussten sich der italienischen Mannschaft geschlagen geben.

### Halbfinale
|                           |   |             |           |
| 3. Juli 1912 in Traneberg |   |             |           |
| Ungarn                    | – | Deutschland | 3:1 (2:0) |
| Österreich                | – | Italien     | 5:1 (2:0) |

Ungarn konnte Deutschland in einem ausgeglichenen Spiel mit 3:1 bezwingen. Die Ungarn kamen zu Beginn besser in die Partie und führten nach einer halben Stunde durch zwei Treffer von Imre Schlosser mit 2:0. Zehn Minuten nach Wiederbeginn konnte die deutsche Elf durch Fritz Förderer auf 1:2 verkürzen, der Ausgleich allerdings wollte nicht gelingen. Den Schlusspunkt setzte Schlosser mit seinem dritten Treffer in dieser Partie.
Österreich zog durch ein deutliches 5:1 über Italien in das Finale des Trostrundenturniers ein. Eine halbe Stunde lang gelang es den Italienern, die Partie offen zu gestalten, dann erzielte die österreichische Mannschaft binnen 30 Minuten vier Treffer und zog ins Trostrundenfinale ein.

### Finale
|                           |   |            |           |
| 5. Juli 1912 in Traneberg |   |            |           |
| Ungarn                    | – | Österreich | 3:0 (1:0) |

Im 20. Länderspiel zwischen den beiden Rivalen Ungarn und Österreich setzen sich die Magyaren am Ende mit 3:0 durch und gewannen somit das Trostrundenturnier. In einer äußerst hart geführten Partie sorgte Imre Schlosser für die Halbzeitführung. Im zweiten Durchgang gelang es den Ungarn, die Führung auszubauen, während die österreichischen Angriffe stets erfolgreich von der ungarischen Verteidigung gestoppt werden konnten.
Siehe auch:
- Österreichische Fußballnationalmannschaft bei den Olympischen Spielen 1912
- Die Spiele im Fußball bei den Olympischen Spielen 1912 im Detail

## Medaillenränge

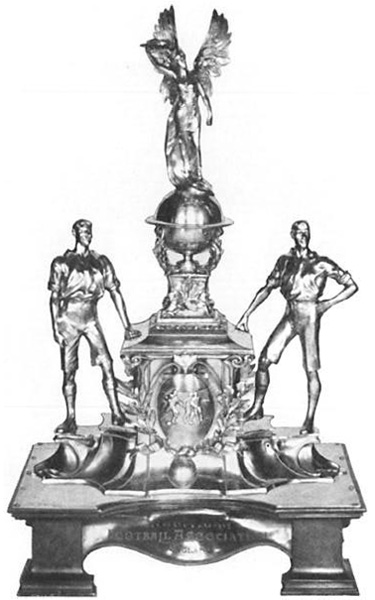
Olympischer Fußball-Wanderpokal, gestiftet 1908 durch die Football Association

Die Abschlussplatzierungen auf den Medaillenrängen waren mit denen von 1908 identisch. Auf Seiten der Briten konnten sich Berry und Woodward die zweite olympische Goldmedaille sichern, bei Dänemark waren es mit Buchwald, Middelboe, S. Nielsen, Nielsen-Nørland und Wolfhagen gleich fünf Spieler, die erneut Edelmetall gewannen. Bei den Niederlanden spielte nur noch Bok de Korver aus der erfolgreichen Mannschaft von 1908.
| Rang                | Medaillengewinner |
| ------------------- | --- |
| Gold Großbritannien | Arthur Berry, Ronald Brebner (Torwart), Thomas Burn, Joseph Dines, Edward Hanney, Gordon Hoare, Arthur Knight, Horace Littlewort, Douglas McWhirter, Ivan Sharpe, Harold Stamper, Harold Walden, Vivian Woodward, Gordon Wright ohne Einsatz: Horace Bailey, Frederick Chapman, Leonard Dawe, William Martin, Sidney Sanders, Arthur Brown, George Bancroft, Charles Bradley, John Elvey, William Chapman, Joseph Flavell, Frederick Atkins, Alec Barclay, George How, Frank Monk, William Callaghan, Arthur Smith, Harry Raymond, John Grant, Joe Bailey Trainer: Adrian Birch |
| Silber Dänemark     | Paul Berth, Charles Buchwald, Hjalmar Christoffersen, Harald Hansen, Sophus Hansen (Torwart), Emil Jørgensen, Ivar Lykke, Nils Middelboe, Sophus Nielsen, Poul Nielsen, Oskar Nørland, Anton Olsen, Axel Petersen, Axel Thufason, Vilhelm Wolfhagen ohne Einsatz: Ludvig Drescher, Svend Aage Castella, Jens Dyrberg, Viggo Malmqvist, Christian Morville Trainer: Louis Østrup |
| Bronze Niederlande  | Piet Bouman, Joop Boutmy, Nicolaas Bouvy, Jan van Breda Kolff, Cees ten Cate, Constant Feith, Gé Fortgens, Just Göbel (Torwart), Huug de Groot, Bok de Korver, Dirk Lotsy, Jan van der Sluis, Jan Vos, David Wijnveldt, Nico de Wolf ohne Einsatz: Martin Houtkooper, Dolf van der Nagel, Felix von Heijden, Wim van Eek Trainer: Edgar Wallace Chadwick |

## Beste Torschützen
(einschl. Trostrunde)
| Rang | Spieler         | Tore |
| ---- | --------------- | ---- |
| 1    | Gottfried Fuchs | 10   |
| 2    | Harold Walden   | 9    |
| 3    | Jan Vos         | 8    |
| 4    | Anton Olsen     | 7    |
| 5    | Fritz Förderer  | 5    |
| 6    | Imre Schlosser  | 4    |
| 7    | Nicolaas Bouvy  | 3    |